# Дарія Загородна
Дарія Загородна (нар. 19 вересня 1942, Львів) — українська громадська діячка, письменниця, активістка української діаспори в Австралії.

## Життєпис
Народилася 19 вересня 1942 року у місті Львів. У 1949 році разом із батьком, Тадеєм-Олександром Загородним, емігрувала до Австралії. як частина великої хвилі українських переселенців. Оселилися у місті Сідней, де Дарія проживає і нині.
Активно долучалася до українського громадського та культурного життя в Австралії, до праці в українських школах, церковних осередках, ансамблях і жіночих товариствах. 
Була однією з організаторок культурних подій, спрямованих на збереження української ідентичності серед емігрантів. Була учасницею місцевого українського жіночого руху, займалася культурно-освітньою роботою та допомагала новоприбулим емігрантам адаптуватися до життя в Австралії.
Сприяла збереженню української мови, культури та духовності серед українців діаспори.
Дарія Загородна є знаною постаттю серед української громади Австралії, відзначається глибокою відданістю українській справі

## Творчість
Дарія є авторкою публікацій і книжок, присвячених історії української діаспори, збереженню національної пам’яті та родинним спогадам.
Двомовна українсько‑англійська  книжка «Українці на Сіднейських Олімпійських іграх» містить 168 сторінок кольорових фотографій і ілюстрацій, хроніку подій, присвячених підтримці української команди під час літніх Олімпійських ігор 2000 року у Сіднеї. Дарія Загородна була не лише автором тексту і вступу — вона також виконувала роль добровольця (кореспондента та перекладача) під час події. Як громадська діячка передала цю книгу до Одеської національної наукової бібліотеки.
Разом з батьком написала книгу «Подорож однієї сім’ї зі Львова до Сіднею», у якій описала етапи еміграції родини після Другої світової війни, адаптацію в Австралії, а також внесок української громади у формування культурного середовища діаспори. Книга містить унікальні спогади, фотографії та документи, що ілюструють побут українських переселенців та збереження національної ідентичності за кордоном.

## Вибрані твори
- Пелюстки пам’яті (Сідней, 1998)
- Між двох світів (Сідней, 2007)
- Світло з-за океану (Мельбурн, 2015)
- Родинна скриня: історії мого роду (Аделаїда, 2021)
- Українці на Сіднейських Олімпійських іграх — двомовне (українсько-англійське) видання, 168 сторінок, ред. Мирослав Скорик, автор — Дарія Загородна. Сідней, 2011.
- Подорож однієї сім’ї зі Львова до Сіднею — у співавторстві з батьком Тадеєм-Олександром Загородним. Книга описує реальний шлях родини з післявоєнної Галичини до Австралії.
- Синьо-жовті серця — ілюстрована дитяча книжка про українську символіку та національні цінності.

## Родинне тло
Прадід Дарії — [Максим Теодорович Загородний](https://uk.m.wikipedia.org/wiki/Загородний_Максим_Теодорович), відомий український громадський діяч, війт, був активним представником суспільного життя Галичини на межі XIX–XX століть. Займався просвітницькою, організаційною діяльністю, підтримував кооперативний рух серед селян, був шанованим лідером громади. Його діяльність сприяла піднесенню культурної і національної свідомості українців у тогочасній Австро-Угорській імперії.